# صخره النصله

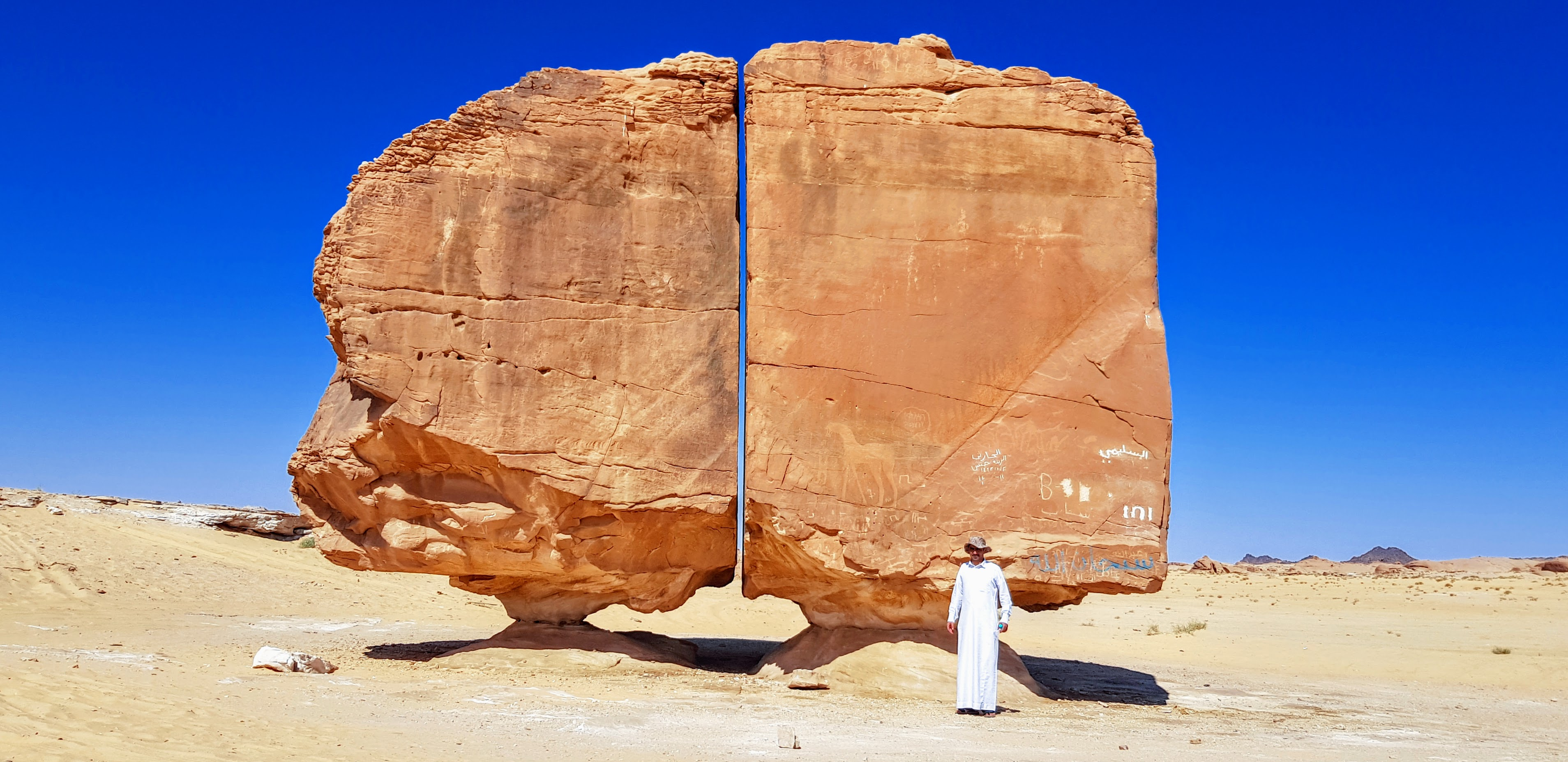
صخرهٔ النصله در سال ۲۰۲۱

صخرهٔ النصله صخره‌ای متشکل از دو قطعهٔ بزرگ و تقریباً متقارن ماسه سنگی است که در ۵۰ کیلومتری جنوب شهر تیما در عربستان سعودی واقع شده است. دو قطعهٔ این صخره با شکافی مرموز و نازک که می‌شود گفت کاملاً صاف است از هم جدا شده و روی پایه‌های کوچکی قرار گرفته‌اند. بلندای النصله ۶ متر و عرض آن ۹ متر است و روی بخش‌هایی از آن نقوش حکاکی شده وجود دارد.
بارزترین ویژگی صخره النصله، صافی و تقارن شکاف آن است. گویی دو نیمه‌ با دقت بسیار بریده شده‌اند و این موضوع به رمزآلود بودن صخره می‌افزاید.
تئوری‌های گوناگونی در مورد شکاف صخرهٔ النصله وجود دارد. یکی از آن‌ها می‌گوید صخره روی یک خط گسل قرار دارد و این شکاف در ابتدا به دلیل جابجایی زمین زیر صخره‌ها ایجاد و باعث شده در نقطهٔ ضعیفی دو نیم شود. بر اساس این نظریه شکاف ایجاد شده برای تندبادهای حامل شن و ماسه به چیزی شبیه «تونل باد» تبدیل شده و در طول هزاران سال عبور دانه‌های شن، شکاف ناهموار را به‌صورت یک سطح کاملاً صاف ساییده است.